# 新ライン新聞

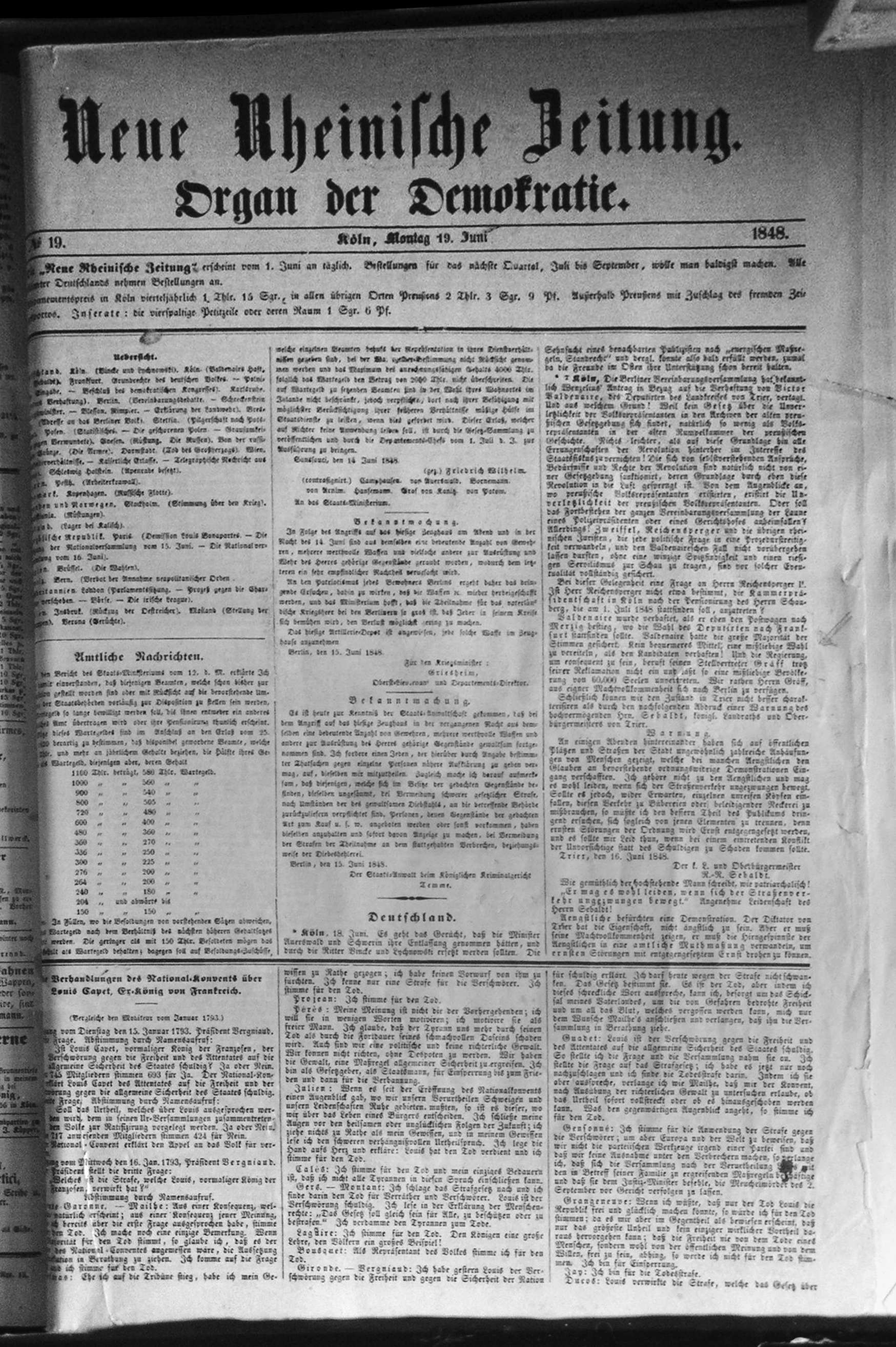
『新ライン新聞』1848年7月19日号

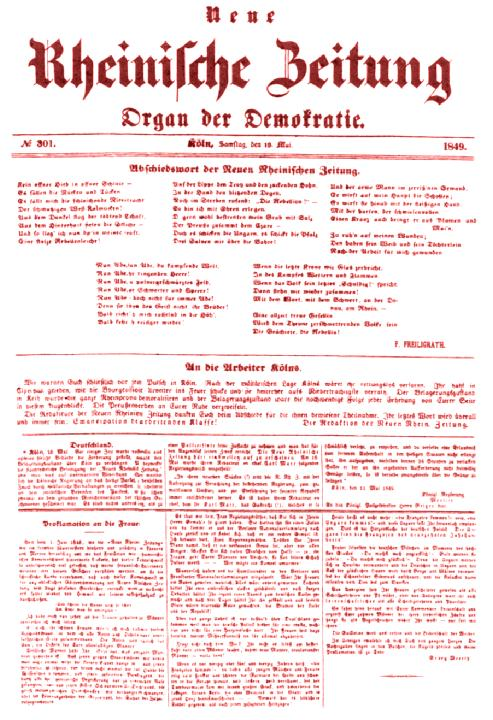
『新ライン新聞』1849年5月19日付最終号

新ライン新聞（独: Neue Rheinische Zeitung）は、1848年-1849年にドイツ（当時プロイセン王国）で発行されていた革命的な新聞。

## 概要
日刊紙『新ライン新聞－民主主義の機関紙』"Neue Rheinische Zeitung. Organ der Demokratie." は、1848年6月1日付の第1号からケルンで創刊された。ヨーロッパ各地で起こった1848年革命勃発とともに亡命先から帰国したカール・マルクスが編集長を務め、フリードリヒ・エンゲルスほか5名が編集委員となった。
民主主義陣営最左翼の立場からドイツにおける単一不可分の民主共和国の樹立を主張し、封建的な反革命勢力やこれと妥協的なブルジョアジーを厳しく弾劾した。ドイツ内外に通信員を派遣、ヨーロッパ全域にわたる1848年革命の経過を報道するとともに、マルクス、エンゲルス執筆による大衆啓発的な社説を多く掲載した。マルクスが1847年にブリュッセルのドイツ人労働者協会で行った講演を基に連載された論文『賃労働と資本』は、後に広くパンフレット版として出版され、マルクスの経済学説の入門書として現在も広く読まれている。
労働者階級の解放をめざした非妥協的な態度によって早くからプロイセン政府の追及を受けた。同年9月の戒厳令による発行禁止後再刊されたが、編集部員に対する裁判所と警察の追及はさらに激しく、マルクスの国外追放と編集部への弾圧の結果、発行を停止、廃刊とせざるを得なくなった。最終号は1849年5月19日付第301号で、マルクスの論文「戦時法規による『新ライン新聞』の禁止」を掲載し、全紙面赤刷りで発行された。